# Miguel Ventura Terra
Pour les articles homonymes, voir Ventura et Terra.

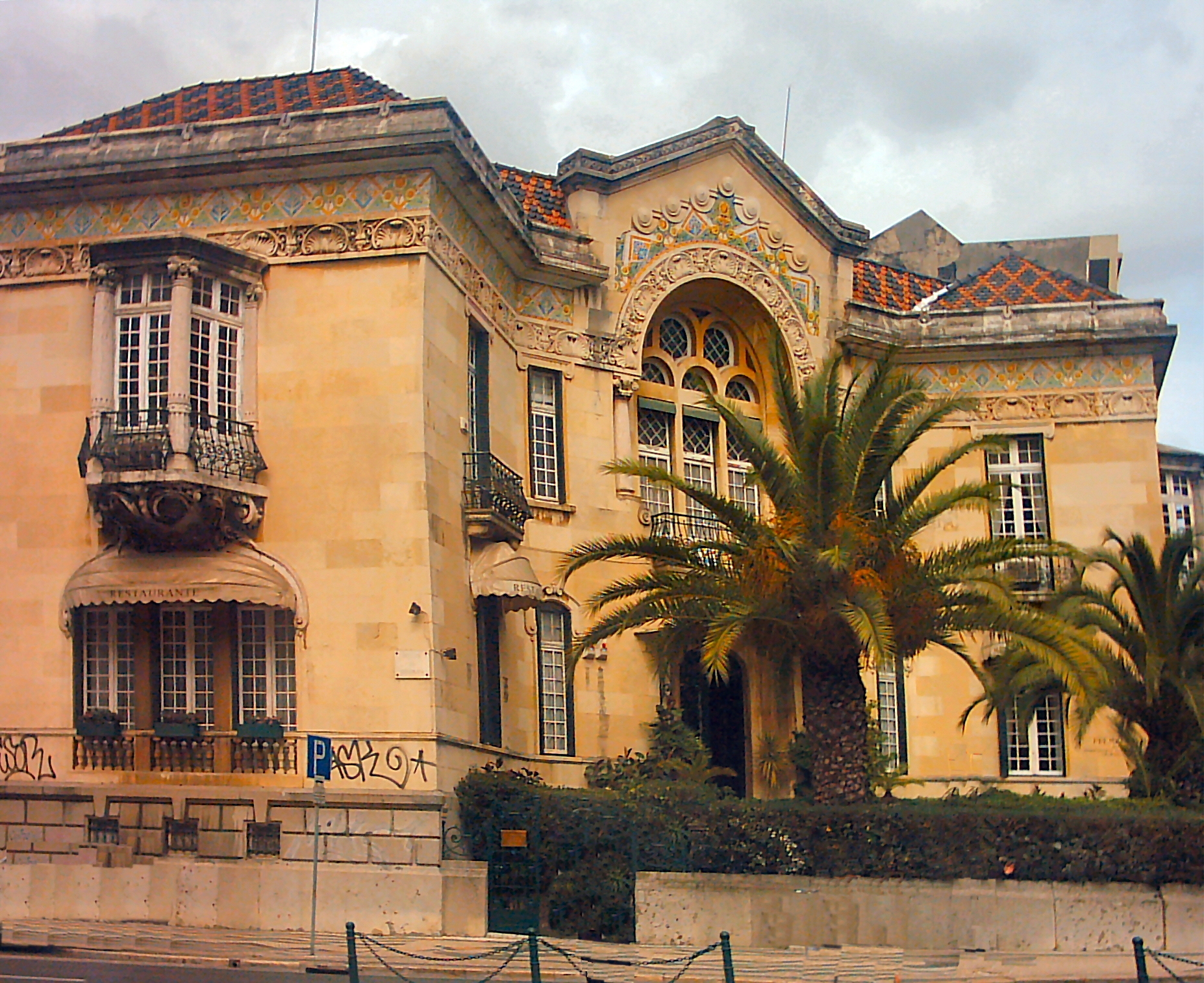
Pension Valmor (Lisbonne) de Ventura Terra (vers 1906)

Miguel Ventura Terra (14 juillet 1866 à Seixas, Caminha-30 avril 1919 à Lisbonne) est un architecte portugais.
Ventura Terra fit ses études à Porto puis à l'École des beaux-arts de Paris où il fut l'élève de Victor Laloux. À son retour au Portugal, il devint un architecte en vue et beaucoup de ses réalisations[Lesquelles ?] recevront des prix[Lesquels ?].
La plupart de ses œuvres se situe à Lisbonne comme le Politeama Theatre (1912), la synagogue de Lisbonne (1902-1904), la maternité Alfredo da Costa et la rénovation du Palais São Bento vers 1900 qui est le siège du parlement portugais. Il a aussi construit à Lisbonne plusieurs villas et immeubles dont la Villa Mendonça dans la freguesia de São Sebastião da Pedreira en 1900-1902 ; beaucoup[Lesquels ?] ont remporté le prestigieux prix Valmor donné par la municipalité de Lisbonne.
À Viana do Castelo, il a dessiné l'église Santa Luzia en style néobyzantin (1903-1940).

## Sources
- (en) Cet article est partiellement ou en totalité issu de l’article de Wikipédia en anglais intitulé « Miguel Ventura Terra » (voir la liste des auteurs) dans sa version du 14 septembre 2008.